# Jaganowo (stacja kolejowa)
Jaganowo (ros. Яганово) – węzłowa stacja kolejowa w miejscowości Nowojeganowo, w rejonie stupińskim, w obwodzie moskiewskim, w Rosji. Węzeł Wielkiego Pierścienia Kolei Moskiewskiej z linią do Żylowa.
Na stacji następuje zmiana kilometraża Wielkiego Pierścienia Kolei Moskiewskiej.

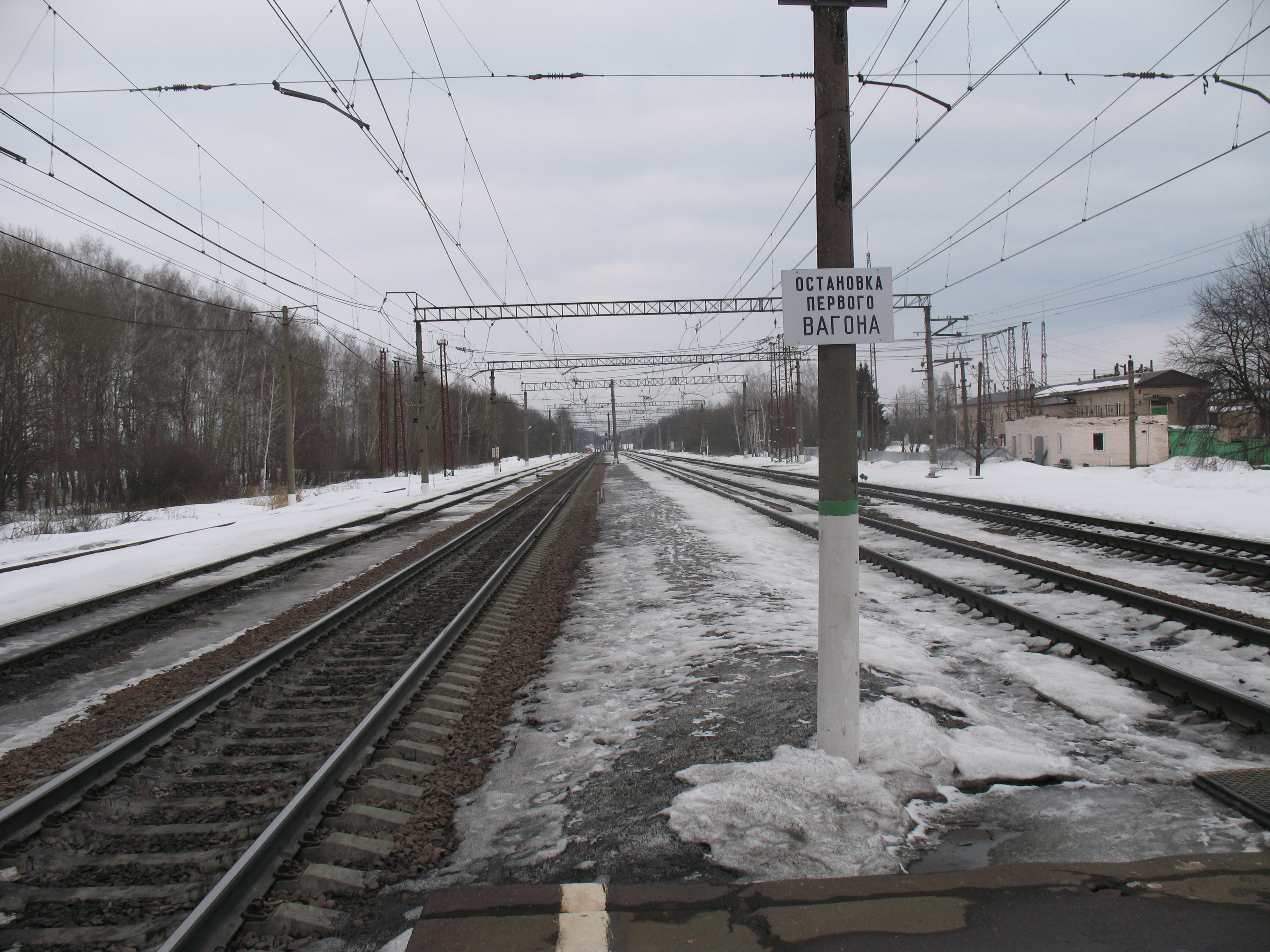
widok w stronę Woskriesienska